# جيري وليامز
جيري وليامز (بالإنجليزية: Jerry Williams)‏ (24 مارس 1960 المملكة المتحدة - ) هو لاعب كرة قدم بريطاني يلعب كلاعب وسط.